# Phantastik Preis
Phantastik Preis est un prix littéraire allemand attribué à Wetzlar depuis 1983 et récompensant des œuvres dans les genres de la fantasy et du fantastique. Il récompense des romans étrangers depuis 1999.

## Palmarès

### Meilleur roman étranger
- 1999 : Le Père Porcher de Terry Pratchett
- 2000 : Cœurs perdus en Atlantide de Stephen King
- 2001 : Harry Potter et la Coupe de feu de J. K. Rowling
- 2002 : Artemis Fowl de Eoin Colfer
- 2003 : Territoires de Stephen King et Peter Straub
- 2004 : Harry Potter et l'Ordre du Phénix de J. K. Rowling
- 2005 : La Tour sombre de Stephen King
- 2006 : Harry Potter et le Prince de sang-mêlé de J. K. Rowling
- 2007 : La Guilde des magiciens de Trudi Canavan
- 2008 : Harry Potter et les Reliques de la Mort de J. K. Rowling
- 2009 : Le Nom du vent de Patrick Rothfuss
- 2010 : Knights of the Forty Islands de Sergueï Loukianenko
- 2011 : Odd et les Géants de glace de Neil Gaiman
- 2012 : La Peur du sage de Patrick Rothfuss
- 2013 : A Dance with Dragons de George R. R. Martin
- 2014 : Roublard de Terry Pratchett
- 2015 : L'Océan au bout du chemin de Neil Gaiman
- 2016 : La Couronne du berger de Terry Pratchett